# 田坂都
田坂 都（たさか みやこ、1952年〈昭和27年〉6月13日 - 没年不詳）は、日本の元女優である。本名は同じ。

## 人物・来歴

### 現役時代
1952年（昭和27年）6月13日、山口県萩市に生まれる。
日本橋女学館中学校1年次在学中の1965年（昭和40年）、劇団日本児童に入団する。翌1966年（昭和41年）に映画『三匹の牝猫』でデビュー、野川由美子演ずる主人公の少女期役に抜擢された。以降はテレビドラマを中心に活動を続けながら、1971年（昭和46年）3月に日本橋女学館高等学校を卒業する。
1960年代後半から1970年代にかけて、日本テレビ系列で放映された数々の学園ドラマにレギュラー出演し、知名度を上げる。刑事ドラマや時代劇へのメインゲストとしての出演も数多い。
1980年代以降は2時間ドラマなどに単発出演していたが、1990年代末頃に女優業を引退したとみられる。1998年（平成10年）初頭に発行された『映画年鑑 1998』には、45歳当時の田坂の連絡先が掲載されており、東京都新宿区荒木町にあったコスモプロジェクトという芸能事務所に在籍していた。同社公式ウェブサイトのインターネットアーカイブでは、2001年（平成13年）7月18日時点で田坂の名は記載されていない。

### 引退後
2012年（平成24年）1月、映像コンテンツ権利処理機構が映像の二次使用に伴う著作権処理のため、田坂を不明者リストに記載し本人や親族らを探し始めた。該当作品は『少年ドラマシリーズ　七瀬ふたたび』、『松本清張シリーズ 遠い接近』、『人形劇 三国志』の3作品で、没年月日等の消息が明らかでないため（後述）、現在もリストに記載されたままとなっている。
2013年（平成25年）6月16日に女優の坂本三佳が、前日の15日に田坂の墓を訪ねたと自身のブログに記した。6月11日に某女優と会食した際に田坂の話題となり、既に故人であることを知らされたという。坂本の所属事務所は、かつて田坂も在籍しており、社長である青柳肇は2011年（平成23年）頃から連絡が着かず気にかけていたとのことである。神奈川県小田原市にある日蓮宗の妙泉寺が田坂の墓所だとされる。

## 主な出演

### 映画
- 三匹の牝猫（1966年、日活）
- 頑張れ! 日本男児（1970年、東宝）
- 喜劇 頑張らなくっちゃ! （1971年、松竹）
- 怪獣大奮戦 ダイゴロウ対ゴリアス（1972年、東宝） - 募金をする女
- ヘアピン・サーカス（1972年、東宝）
- グアム島珍道中（1973年、東宝）
- 新幹線大爆破（1975年、東映） - 平尾和子
- 瀬戸はよいとこ 花嫁観光船（1976年、松竹） - 平山ナオミ
- 私の中の娼婦（1984年、にっかつ） - 桂子

### テレビドラマ
- ザ・ガードマン 第124話「ざくろの沼の恐怖」（1967年、TBS / 大映テレビ室）
- 竜馬がゆく（1968年、NHK） - いと
- 進め!青春（1968年、NTV / 東宝） - 麗子
- 河童の三平 妖怪大作戦 第22話「妖怪逆怨鬼」（1969年、NET / 東映）
- おやじとオレと（1969年、NTV）
- セブンティーン -17才-（1969年、NTV）- 横山真知子
- 男一番!タメゴロー（1970年、NET / 東映）
- ゴールドアイ 第16話（1970年、NTV / 東映）
- 紅つばめお雪 第3話（1970年、NET / 東映）
- ふたりぼっち（1970年、CX）
- おれは男だ!（1971年、NTV / 松竹） - 秋本京子
- さぼてんとマシュマロ 第2話（1971年、NTV / ユニオン映画）
- 飛び出せ!青春（1972年、NTV / 東宝） - 南百合子
- 紫頭巾（1972年、12ch / 松竹） - お初
- 大江戸捜査網（12ch / 日活～三船プロ）
  - 第91話「不知火小僧は女でござる!」（1972年） - お静
  - 第106話「仕掛けられた身代金」（1973年） - おけい
  - 第328話「悲恋! 女賊の子守唄」（1978年） - お駒
- 大岡越前（TBS / C.A.L）
  - 第3部（1972 - 73年） - おはな
  - 第9部 第10話「夫婦の絆は値千両」（1985年12月30日） - おかつ
- 長谷川伸シリーズ 第5話「町のいれずみ者」（1972年、NET / 東映）
- おこれ!男だ（1973年、NTV / 松竹） - 中原美也子
- ご存知遠山の金さん （1973年 - 1974年、NET / 東映） - 居酒屋「樽平」の看板娘・お照 ※市川段四郎版
- 助け人走る 第3話「裏表大泥棒」（1973年、ABC / 松竹） - お秋
- めしはまだか!（1974年、NET）
- 斬り抜ける （1974年、ABC / 松竹） - おしん（第1～3話、5話～7話、9話～13話）
- 銭形平次（CX / 東映）
  - 第438話「大江戸二十四時」(1974年） - お久
  - 第880話「花嫁殺人事件」（1984年） - お照
- 日本沈没 第16話「鹿児島湾SOS!」（1975年、NTV / 東宝） - 結城ユカリ
- バーディー大作戦 第53話「ニセ追出刑事 質屋猫ババ事件」（1975年、TBS / 東映） - ユカ
- 土曜ドラマ / 松本清張シリーズ「遠い接近」（1975年、NHK） - 女
- ザ★ゴリラ7 第10話「警察に罠をはれ」（1975年、NET / 東映）
- 虹のエアポート  (1975年、TBS)第6話「試練」 －熊本の郷土料理屋の看板娘、千春
- Gメン'75（TBS / 東映）
  - 第4話「殺し屋刑事」（1975年） - かおり
  - 第18話「警察の中のギャング」（1975年） - さなえ
  - 第72話「恐怖のロープウェイ」（1976年） - かよ
  - 第153話「魚の戦争」（1978年） - 岩下信子
  - 第208話「5月26日絞首刑」（1979年） - 清水恵美
  - 第306話「サヨナラGメンの若き獅子たち!」（1981年） - 平山邦子
- 非情のライセンス 第2シリーズ 第40話「兇悪の棺桶」（1975年、NET / 東映） - 平手弓江
- 太陽にほえろ! 第169話「グローブをはめろ!」（1975年、NTV / 東宝） - さちこ
- 燃える捜査網 第5話「友情に向って走れ!!」（1975年、NET / 東映） - はるこ
- 夜明けの刑事（TBS / 大映テレビ）
  - 第17話「さあ、女の復讐が始まるわ!」(1975年) - ゆか
  - 第100話「ヘビにのまれたスッポン刑事」(1977年)
- 銀河テレビ小説（NHK）
  - 夏の故郷（1976年） - 宮内富子
  - 上野駅周辺（1978年） - 長谷川洋子
  - 煙が目にしみる（1981年） - 内堀香子
- ベルサイユのトラック姐ちゃん（1976年、NET / 東映） - 藤子
- 新・座頭市 第1シリーズ 第5話「牢破りいそぎ旅」（1976年、CX / 勝プロ） - おみつ
- 砂の器（1977年、CX / 俳優座映画放送） - 旅館の仲居
- 江戸の旋風III 第26話「女狐仁義」（1977年、CX） - おはる
- 遠山の金さん 杉良太郎版（NET/東映）
  - 第88話「じゃじゃ馬姫と贋奉行」-尾張大納言息女 初姫
- 気まぐれ本格派 第24話（1978年、NTV / ユニオン映画） - まり
- 西遊記 第13話「恋地獄 なめくじ妖怪」（1978年、NTV / 国際放映） - 海明
- 桃太郎侍（NTV / 東映）
  - 第50話「盗人一家は福の神」(1977年) - お澄
  - 第73話「十手と恋と初手柄」(1978年) - お加代
- 明日の刑事 第62話「冬の幽霊」（1979年、TBS）
- 俺たちは天使だ!（1979年、NTV / 東宝） - 原田みや子
  - 第3話「運が悪けりゃ殺人犯」
  - 第13話「運が悪けりゃ死刑台」
  - 第16話「運が良ければキャンピング」
- 少年ドラマシリーズ / 七瀬ふたたび（1979年、NHK） - 真弓瑠璃
- 江戸の牙 第11話「宿敵! 炎の対決」（1979年、ANB / 三船プロ） - 文字春
- 服部半蔵 影の軍団 第12話「夜の蜘蛛は親でも殺せ」（1980年、KTV / 東映） - おなみ
- 平岩弓枝ドラマシリーズ / 彩の女（1980年、CX）
- 木曜ゴールデンドラマ （YTV）
  - 台所太平記〜おんな八人寄れば…（1982年）
  - 夢のあとさき（1985年）
- 金曜劇場 / ああ定年! 今朝からは…（1982年、CX）
- 新・必殺仕事人 第50話「主水金魚の世話する」（1982年、ABC / 松竹） - おつや
- ザ・ハングマン4 第19話「未亡人の毒針が替え玉相続人を刺す!」（1985年、ABC / 松竹） - 津山恵子
- 特捜最前線 第405話「浅草の老警官・7分間の嘘!」（1985年、ANB / 東映） - 老警官の娘
- 俺たちの旅 十年目の再会（1985年、NTV / ユニオン映画） - 浜田（ワカメ）の妻
- 現代神秘サスペンス / 青い髪の人魚（1989年、KTV）
- 月曜ドラマスペシャル / 下町診療所女医日記（1990年、TBS）
- 妻そして女シリーズ / 受験ですよ!（1990年、MBS）
- 土曜ワイド劇場 （ANB）
  - みちのく湯煙り殺人渓谷（1993年）
  - 目撃証言を頼んだ女（1993年）

### 舞台
- 都はるみ特別公演 「江戸ッ子嬢はん」
- 森進一特別公演 「石松売出す!!　恋風道中」

### バラエティほか
- 人形劇 三国志（1982年 - 1984年、NHK） - 声の出演（孫夫人ほか）
- とんねるずのみなさんのおかげです（1988年、フジテレビ）
- お笑いオンステージ（NHK）
- ゲーム ホントにホント?（NHK）
- 象印クイズ ヒントでピント（テレビ朝日）
- 三枝の大マジメ!?結婚ゲーム（ABC）
- 遠くへ行きたい（日本テレビ）

### CM
- 奥さまちゃっかりプレゼント（日清食品）
- ジェットA（フマキラー）
- バネットライオン<しりとり編>（ライオン）
- はつらつ、30歳。（日本民間放送連盟）